# Orsa (torpediniera)
L’Orsa è stata una torpediniera od avviso scorta della Regia Marina, e successivamente una fregata della Marina Militare.

## Storia

### La seconda guerra mondiale
Nel suo iniziale periodo di servizio la nave subì una riclassificazione: già nel 1938, infatti, anno della sua entrata in servizio, la nave, inizialmente classificata avviso scorta, subì la riclassificazione a torpediniera.
Alla data dell'ingresso dell'Italia nella seconda guerra mondiale (10 giugno 1940) l’Orsa faceva parte della VI Squadriglia Torpediniere di base a Napoli, che formava insieme alle gemelle Procione, Orione e Pegaso. Successivamente la formazione prese nome di XIV Squadriglia o IV Squadriglia.
Essendo, con le tre unità gemelle, una delle pochissime navi della Regia Marina appositamente progettate per il compito di scorta ai convogli (ed essendo in grado di trascorrere lunghi periodi in mare), durante il conflitto la nave ebbe intenso impiego sulle rotte per il Nordafrica.
Il 25 giugno 1940 l’Orsa, la Procione e l'incrociatore ausiliario Ramb III scortarono da Napoli a Tripoli i trasporti truppe Esperia e Victoria: si trattava del primo convoglio per la Libia.
Il 2 luglio Orsa, Procione, Orione e Pegaso scortarono da Tripoli a Napoli (navigazione di ritorno) l’Esperia ed il Victoria.
Il 6 luglio l’Orsa prese parte alla scorta del primo convoglio di grosse dimensioni per la Libia (operazione denominata «TCM»): salpato da Napoli alle 19.45, il convoglio era formato dai trasporti truppe Esperia e Calitea (che trasportavano rispettivamente 1571 e 619 militari) e dalle moderne motonavi da carico Marco Foscarini, Francesco Barbaro – quest'ultima aggiuntasi il 7 luglio proveniente da Catania con la scorta delle torpediniere Abba e Pilo – e Vettor Pisani (il cui carico constava in tutto di 232 veicoli, 5720 t di combustibili e lubrificanti e 10.445 t di altri materiali); insieme alle quattro unità della XIV Squadriglia Torpediniere scortavano il convoglio anche gli incrociatori leggeri Bande Nere e Colleoni e la X Squadriglia Cacciatorpediniere (Maestrale, Grecale, Libeccio, Scirocco). Le navi giunsero indenni a Bengasi, porto di arrivo, l'8 luglio.
Alle sei del mattino del 19 luglio l’Orsa, con le unità della propria squadriglia, lasciò Bengasi per scortare sulla rotta di ritorno verso Napoli un convoglio composto dai mercantili Esperia, Calitea, Marco Foscarini, Francesco Barbaro e Vettor Pisani: il convoglio arrivò indenne nel porto partenopeo, poco dopo la mezzanotte del 21 luglio.
Il 27 luglio Orsa, Procione, Orione e Pegaso funsero da scorta di un convoglio in navigazione da Napoli a Tripoli nel corso dell'operazione «Trasporto Veloce Lento» (il convoglio era formato dai mercantili Maria Eugenia, Gloriastella, Mauly, Bainsizza, Col di Lana, Francesco Barbaro e Città di Bari): rinforzate nella scorta dall'arrivo dei cacciatorpediniere Maestrale, Grecale, Libeccio e Scirocco, le unità giunsero in porto senza danni il 1º agosto, eludendo anche un attacco da parte del sommergibile britannico Oswald (attacco effettuato il 30 luglio).
Tra il 1940 ed il 1941 l’Orsa, così come le unità gemelle, venne sottoposta a lavori in seguito ai quali vennero eliminate le 8 mitragliere da 13,2 mm, rimpiazzate da altrettante armi da 20/65 mm. Dall'8 al 10 febbraio 1941 la nave scortò, insieme al cacciatorpediniere Turbine ed alle vecchie torpediniere Missori e Cantore, il primo convoglio con truppe dell'Afrika Korps (piroscafi Ankara, Alicante, Arcturus), che dovette temporaneamente sostare a Palermo per non imbattersi nella Forza H britannica; le navi furono anche attaccate da aerei il 14, mentre rientravano dalla Libia, ma non subirono danni.
Il 24 febbraio la torpediniera lasciò Napoli per scortare a Tripoli, insieme al cacciatorpediniere Vivaldi ed alle torpediniere Procione e Calliope, un convoglio composto dai trasporti tedeschi Arcturus, Alikante, Giulia, Leverkusen e Wacthfels.
Dal 1° al 3 marzo scortò sulla rotta di rientro Tripoli-Napoli, insieme al Vivaldi, alla Procione ed alla Calliope, i piroscafi Alicante, Arcturus, Leverkusen e Wachtfels.
Dal 2 al 5 aprile scortò da Napoli a Tripoli, insieme ai cacciatorpediniere Turbine e Saetta, un convoglio composto dai trasporti Alicante, Tembien, Maritza, Procida e Santa Fe.
Dal 5 al 7 maggio scortò, insieme ai cacciatorpediniere Fulmine ed Euro ed alle torpediniere Cigno, Procione, Centauro e Perseo, un convoglio composto dai piroscafi Marburg, Kybfels, Rialto, Reichenfels e Marco Polo sulla rotta da Tripoli a Palermo.
Alle 4.40 del 24 maggio salpò da Napoli di scorta, insieme al cacciatorpediniere Freccia ed alle torpediniere Procione e Pegaso, ad un convoglio composto dai trasporti truppe Conte Rosso, Marco Polo, Esperia e Victoria; si aggiungeva poi la scorta indiretta della III Divisione incrociatori (Trieste e Bolzano) con i cacciatorpediniere Ascari, Corazziere e Lanciere, nonché, per un breve lasso di tempo (tornarono in porto alle 19.10), delle torpediniere Perseo, Calliope e Calatafimi. Alle 20.40 il sommergibile britannico Upholder, dopo aver avvistato il convoglio ed essersi avvicinato, lanciò due siluri: le armi centrarono il Conte Rosso, che affondò in dieci minuti, trascinando con sé 1297 uomini. Le unità della scorta provvidero al recupero dei 1432 superstiti.
Il 14 luglio 1941 scortò da Tripoli a Napoli, insieme ai cacciatorpediniere Fuciliere, Alpino e Malocello ed alle torpediniere Procione e Pegaso, i trasporti Rialto, Andrea Gritti, Sebastiano Venier, Barbarigo ed Ankara: il sommergibile britannico P 33 silurò ed affondò il Barbarigo in posizione 36°27' N e 11°54' E, venendo poi gravemente danneggiato dalla reazione della scorta, mentre il resto del convoglio giunse a Napoli il 16.
Il 13 agosto salpò da Napoli per scortare a Tripoli, insieme ai cacciatorpediniere Vivaldi, Malocello, Folgore, Fulmine e Strale, un convoglio composto dai trasporti Andrea Gritti, Rialto, Vettor Pisani, Francesco Barbaro e Sebastiano Venier; tale convoglio giunse indenne il 15 nonostante attacchi aerei (durante i quali esplose accidentalmente un cannone del Vivaldi) e subacquei.
Il 26-29 agosto fece poi parte – insieme ai cacciatorpediniere Euro ed Oriani ed alle torpediniere Pegaso (aggiuntasi il 27 provenendo da Trapani) e Clio – della scorta di un convoglio formato dai piroscafi Ernesto ed Aquitania, dalla motonave Col di Lana e dalla nave cisterna Pozarica, in navigazione da Napoli a Tripoli; il 27 il convoglio fu attaccato due volte dal sommergibile HMS Urge, che mancò la Pozarica ma danneggiò l’Aquitania, eludendo poi la reazione della Clio; le altre navi giunsero a destinazione il 29. Mentre il convoglio proseguiva per la destinazione (dove giunse il 29 agosto), l’Orsa scortò a Trapani il danneggiato Aquitania.
Il 10 settembre le torpediniere Orsa, Procione, Pegaso e Circe (cui il 13 si aggiunse la Perseo) ed i cacciatorpediniere Fulmine ed Oriani lasciarono Napoli di scorta ad un convoglio (piroscafi Temben, Caffaro, Nicolò Odero, Nirvo, Giulia e Bainsizza) diretto in Libia, che il 12 settembre venne attaccato da aerei britannici Fairey Swordfish dell'830° Squadron a nordovest di Tripoli: il Caffaro affondò in posizione 34°15' N e 11°54' E, mentre il Tembien ed il Nicolò Odero rimasero danneggiati; quest'ultimo venne finito l'indomani in posizione 32°51' N e 12°18' E da un altro attacco aereo, dopo che il resto del convoglio era giunto a Tripoli.
Alle tre del pomeriggio del 3 gennaio 1942 l’Orsa, nell'ambito dell'operazione «M 43», salpò da Taranto per scortare a Tripoli, insieme alle torpediniere Aretusa, Antares e Calliope, la moderna motonave Monviso e la grande motonave cisterna Giulio Giordani; il convoglio giunse indenne a destinazione il 5 gennaio.
Il 22 gennaio fece parte – insieme ai cacciatorpediniere Vivaldi, Malocello, da Noli, Aviere, Geniere e Camicia Nera ed alla torpediniera Castore – della scorta diretta aell'operazione «T. 18» (un convoglio formato dal trasporto truppe Victoria – partito da Taranto – e dai cargo Ravello, Monviso, Monginevro e Vettor Pisani – salpati da Messina –, con a bordo in tutto 15.000 tonnellate di materiali, 97 carri armati, 271 automezzi e 1467 uomini); il 23, durante la navigazione, la Victoria fu immobilizzata da un attacco di 3 aerosiluranti; Aviere e Camicia Nera si fermarono per assisterla, ma un secondo attacco portato da 4 velivoli impartì il colpo di grazia alla motonave (furono salvati 1064 del 1455 uomini a bordo).
Il 29 gennaio la motonave che l’Orsa stava scortando, la Napoli, andò in avaria a causa della rottura dell'asse dell'elica: la torpediniera scortò e prese a rimorchio il mercantile, portandolo ad incagliarsi in costa (dove però andò perduto a seguito del siluramento da parte del sommergibile HMS Umbra e di una mareggiata).
Il 30 gennaio Orsa e Calliope lasciarono Tripoli di scorta al piroscafo San Giovanni Battista, che nello stesso giorno venne silurato da aerei Fairey Swordfish dell'830° Squadron della RAF, mentre transitava al largo di Zuara: il mercantile rimase a galla e, assistito dal cacciatorpediniere Da Noli (inviato sul luogo il 31 gennaio) riuscì a rientrare in porto. Uno degli Swordfish inglesi andò perduto nell'attacco.
Il 5 febbraio la torpediniera bombardò con bombe di profondità un sommergibile che aveva attaccato la nave cisterna Rondine in navigazione verso Tripoli.
Nel marzo 1942 la torpediniera fu immessa in bacino di carenaggio a Napoli ed imbarcò strumentazioni per smagnetizzare e dragare mine magnetiche.
Il 24 luglio l’Orsa stava scortando da Taranto a Tobruk la grande e moderna motonave Vettor Pisani, carica di benzina in fusti, quando il convoglio venne attaccato da 9 aerosiluranti Bristol Beaufort: l’Orsa riuscì ad abbattere due dei velivoli, ma la Pisani fu egualmente silurata. In fiamme, la nave fu portata ad incagliare rendendo così possibile il recupero della parte del carico non andata distrutta nell'incendio, mentre la nave venne considerata perduta.
Il 27 agosto la torpediniera, salpata dal Pireo, diede la caccia ad un sommergibile nel canale di Cerigo: la nave ritenne di averlo affondato, ma non esistono conferme.
Il 9 settembre 1942 l’Orsa, al comando del tenente di vascello Enrico Bucci, rilevò un sommergibile nemico a meridione di Milo e per ventiquattr'ore gli diede intensa caccia, che fu complicata dalla scarsa profondità dei fondali (cosa che ostacolava il funzionamento dell'ecogoniometro) e dalle continue contromanovre dell'unità subacquea, che più volte riuscì a disimpegnarsi salvo poi essere ritrovata). Al termine della caccia emerse dall'acqua una notevole quantità di cloro, tanto da intossicare alcuni membri dell'equipaggio dell’Orsa, e tale fatto fu considerato la prova dell'avvenuto affondamento del sommergibile: l'acqua di mare aveva prodotto il cloro quando si era mescolata all'acido solforico contenuto nelle batterie del sommergibile affondato. Tuttavia anche in questo caso non è stata confermata alcuna perdita da parte britannica.
Il 12 settembre alla torpediniera venne attribuito l'affondamento di un altro sommergibile, nuovamente non confermato.
Il 17 ottobre la torpediniera salpò da Brindisi di scorta, insieme alla torpediniera Aretusa, alla motonave Monginevro; il convoglio si unì poi alla motonave Ankara che viaggiava scortata dai cacciatorpediniere Aviere, Geniere e Camicia Nera, mentre l'indomani la scorta venne rinforzata con l'invio di un altro cacciatorpediniere, l’Alpino. Verso la fine della navigazione il convoglio si divise: mentre le altre navi dirigevano per Bengasi, Alpino, Ankara, Orsa ed Aretusa raggiunsero Tobruk, dopo aver superato indenni due attacchi di aerosiluranti.
Il 28-30 novembre l’Orsa svolse, con funzioni di caposcorta, un'altra missione di scorta ad un convoglio diretto in Nordafrica.
Nel 1943 l’Orsa venne riclassificata torpediniera di scorta. La nave venne inoltre dotata, in seguito a nuovi lavori, di altre 3 mitragliere da 20/70 mm.
Nel settembre 1943 l’Orsa, al comando del capitano di corvetta Gino Del Pin, faceva parte del Gruppo Torpediniere di La Spezia, cui appartenevano anche le torpediniere Impetuoso, Libra, Pegaso, Ardimentoso ed Orione.
In seguito all'annuncio dell'armistizio, nella prima mattina del 9 settembre 1943, la nave salpò da La Spezia insieme a Pegaso, Orione, Ardimentoso ed Impetuoso, seguita, ad un'ora di distanza, dal resto della squadra navale (corazzate Italia, Vittorio Veneto e Roma, incrociatori leggeri Attilio Regolo, Eugenio di Savoia, Montecuccoli, cacciatorpediniere Artigliere, Fuciliere, Legionario, Carabiniere, Mitragliere, Velite, Grecale, Oriani) per dirigere alla Maddalena. Alle 8.40 le cinque torpediniere avvistarono la squadra da battaglia (cui alle 6.15 si erano aggregati anche gli incrociatori Duca d’Aosta, Duca degli Abruzzi e Garibaldi e la torpediniera Libra, provenienti da Genova), ponendosi in avanguardia rispetto ad essa, ed alle 10.30, in seguito all'avvistamento di ricognitori tedeschi, si unirono ad essa, procedendo a zig zag. Poco dopo mezzogiorno le torpediniere giunsero nelle acque prospicienti La Maddalena, ma a quel punto ricevettero la comunicazione che la base stava venendo occupata dai tedeschi: le navi dovettero quindi invertire la rotta insieme al resto della flotta, che diresse a nord dell'Asinara. Alle 15.15 del 9 settembre, tuttavia, la formazione fu attaccata da bombardieri Dornier Do 217 tedeschi: dapprima fu leggermente danneggiata la corazzata Italia (da una bomba caduta vicino allo scafo), poi, alle 15.42, la corazzata Roma fu raggiunta da una bomba-razzo che, perforati tutti i ponti, scoppiò sotto la chiglia provocando gravi danni tra i quali una falla nello scafo, danni alle artiglierie contraeree e un locale macchine fuori uso (con riduzione della velocità a 16 nodi); dieci minuti più tardi la stessa nave fu centrata da una seconda bomba in corrispondenza di un deposito munizioni: devastata da una colossale deflagrazione, la Roma si capovolse ed affondò, spezzandosi in due, in 19 minuti, portando con sé 1393 uomini.
Alle 16.09 Pegaso, Impetuoso ed Orsa furono inviate, insieme ai cacciatorpediniere Mitragliere, Fuciliere e Carabiniere ed all'incrociatore Attilio Regolo, a soccorrere la nave in affondamento; l’Impetuoso recuperò 47 superstiti, Orsa e Pegaso 55, il Regolo 17, i tre cacciatorpediniere trassero in salvo in tutto 503 uomini. Dopo aver vanamente ispezionato la superficie del mare alla ricerca di altri sopravvissuti, le tre torpediniere fecero rotta verso nordovest, ma alle 19 furono attaccate da un gruppo di caccia e bombardieri tedeschi, che le mitragliarono e bombardarono: manovrando ad elevata velocità e facendo fuoco con tutto l'armamento contraereo, le tre navi, evitate di strettissima misura parecchie bombe, uscirono quasi indenni dall'attacco alle 20.30. L’Orsa abbatté con le proprie mitragliere due velivoli tedeschi, riducendo il munizionamento antiaereo a meno della metà. Nelle ore successive le tre torpediniere, rimaste isolate e senza ordini, cercarono di ricongiungersi alla squadra italiana, senza sapere dove fosse, tentarono infruttuosamente di soccorrere il cacciatorpediniere Vivaldi, poi l’Orsa, ormai a corto di carburante (alla torpediniera non restava combustibile che per dieci ore di navigazione), alle 20.30 del 9 settembre fece rotta per le Baleari (seguita, all'1.30 del 10 settembre, anche da Pegaso ed Impetuoso). Alle 10.23 del 10 settembre l’Orsa diede fondo tra la spiaggia e l'isolotto di Formentera, nella baia di Pollenza.
Mentre nella notte tra l'11 ed il 12 settembre Pegaso ed Impetuoso ripartirono per autoaffondarsi, il comandante Del Pin decise di restare all'ormeggio sperando che le autorità spagnole gli avrebbero concesso una proroga oltre le ventiquattr'ore previste per la sosta in porti neutrali, e che gli avrebbero permesso di rifornirsi di acqua e nafta. Tuttavia gli spagnoli ordinarono dapprima all’Orsa di trasferirsi a Palma per rifornirsi di combustibile, poi, prima della partenza, di attendere, poi di recarsi a Mahón, in ultimo di attendere ancora; continuando a tenere in funzione i generatori di elettricità, la torpediniera consumò il poco carburante rimasto, rimanendo così impossibilitata a muovere. Trainata qualche giorno dopo a Palma di Maiorca, l’Orsa venne internata dalle autorità spagnole insieme ai cacciatorpediniere della squadriglia «Mitragliere» e rimase in tali condizioni sino al 15 gennaio 1945, quando poté ripartire per trasferirsi dapprima ad Algeri e quindi fare rotta su Taranto, rientrando in Italia, ove giunse il 23 gennaio.

### Servizio nella Marina Militare
Nel dopoguerra l’Orsa e la gemella Orione prestarono servizio nella neonata Marina Militare italiana. Negli anni cinquanta le due unità vennero riclassificate fregate antisommergibili e sottoposte a profondi lavori di rimodernamento, (svoltisi per l’Orsa tra il 1954 ed il 1955), che videro importanti modifiche alle sovrastrutture e soprattutto all'armamento: i cannoni da 100/47 mm vennero ridotti ad uno solo, le mitragliere da 20/65 e 20/70 mm furono rimosse e sostituite da 4 cannoni contraerei da 40/60 mm, due dei quattro lanciabombe di profondità vennero rimpiazzati da altrettanti scaricabombe, i tubi lanciasiluri vennero eliminati e fu inoltre imbarcato un lanciatore antisommergibili «Porcospino». Con l'introduzione della classificazione NATO l’Orsa assunse il distintivo ottico F 558.
Nel 1957-1958 le due unità cessarono l'impiego di squadra e vennero invece assegnate a compiti di rimorchio bersagli: a tale scopo venne eliminato il cannone da 100/47 (situato a poppa), sostituito con un'apparecchiatura ottica detta «pollaio» (che consentiva l'osservazione degli scarti del tiro contro bersagli rimorchiati) ed a prua fu collocata una catapulta per lanciare aerei-bersaglio radiocomandati («B.R.C.»). Sempre a proravia della plancia fu costruita una tuga di ridotte dimensioni nella quale sarebbero stati alloggiati i radiobersagli.
In tale servizio Orsa ed Orione avevano a disposizione un solo equipaggio in due, quindi furono impiegate ad alternanza.
Radiata il 1º luglio 1964, l’Orsa venne avviata alla demolizione.
Il nome Orsa venne poi assegnata nella Marina Militare ad una fregata della classe Lupo in servizio dal 1980 al 2002 e ceduta alla Marina de Guerra del Perù.